# Jim Haldane
Pour les articles homonymes, voir Haldane.
Jim Haldane (né en 1945 à Hove dans le Sussex) est un illustrateur et artiste britannique. 
Il a étudié l’illustration aux Beaux-Arts de Brighton puis au Royal College of Art  à Londres où il a obtenu sa maîtrise avec mention très bien en 1968 (seules deux mentions très bien furent attribuées cette année-là). Le directeur du Collège Royal le considérait comme « un étudiant exceptionnel », et il remporta la prestigieuse Bourse Américaine.
Jim a travaillé avec succès dans les années 1970 comme illustrateur pour des journaux tels que le Sunday Times et l’Observer et des multinationales comme Shell oil (dont il a illustré le rapport annuel). Toutefois, ces travaux sur commande ne lui permettaient pas de donner libre cours à son inspiration ; il décida donc de se consacrer exclusivement à son art.
Depuis 25 ans Jim a travaillé sans relâche et a produit un nombre important d’œuvres qui pour beaucoup sont très innovatrices dans des domaines divers comme l’acrylique et la gravure pour laquelle il a mis au point une technique de coloration qui n’avait jamais été expérimentée auparavant.
Bien que beaucoup de ses œuvres aient franchi les frontières, il demeure un artiste local qui trouve son inspiration dans la grande diversité de l’architecture de Brighton ainsi que dans les couleurs de ses paysages marins.